# Anna Sorokin
Anna Sorokin (tiếng Nga: Анна Сорокина; sinh ngày 23 tháng 1 năm 1991), còn được gọi là Anna Delvey, là một kẻ lừa đảo và gian lận đã giả danh làm một nữ thừa kế giàu có để thâm nhập vào giới thượng lưu và nghệ thuật tại New York từ năm 2013 đến năm 2017.
Sinh ra trong một gia đình thuộc tầng lớp lao động ở Liên Xô (nay là Nga), Sorokin cùng gia đình di cư từ Nga đến Đức vào năm 2007 khi cô 16 tuổi. Năm 2011, cô rời Đức đến sống ở London và Paris trước khi chuyển tới Thành phố New York vào năm 2013. Tại đây cô thực tập cho tạp chí thời trang Pháp Purple. Sorokin đã hình thành ý tưởng về một câu lạc bộ thành viên tư nhân và một quỹ nghệ thuật, bao gồm việc thuê một tòa nhà lớn để trưng bày các cửa hàng pop-up và triển lãm của những nghệ sĩ nổi tiếng mà cô gặp khi thực tập. Sau đó, cô tạo ra các tài liệu tài chính giả mạo để chứng minh cho tuyên bố về việc sở hữu quỹ tín thác trị giá hàng triệu euro và làm giả nhiều xác nhận chuyển khoản. Sorokin sử dụng những tài liệu này, cùng với các tấm séc giả, nhằm lừa ngân hàng, người quen và môi giới bất động sản chi tiền mặt và cấp các khoản vay lớn mà không cần thế chấp. Cô đã dùng số tiền này để tận hưởng cuộc sống xa hoa, bao gồm việc lưu trú tại nhiều khách sạn cao cấp. Từ năm 2013 đến 2017, Sorokin lừa đảo các tổ chức tài chính lớn, ngân hàng, khách sạn và cá nhân với tổng số tiền lên tới 275.000 USD.
Năm 2017, Sở Cảnh sát Thành phố New York (NYPD) đã bắt giữ Sorokin trong một chiến dịch gài bẫy với sự giúp đỡ của người bạn cũ, Rachel DeLoache Williams, người đã cáo buộc Sorokin lừa đảo cô 62.000 USD. Năm 2019, Sorokin bị kết án tại tòa án bang New York với các tội danh âm mưu lừa đảo cấp độ một, ăn cắp cấp độ hai và trộm cắp dịch vụ, bị tuyên án 4 đến 12 năm tù giam. Sau khi thụ án hai năm, Sorokin được chuyển giao cho Cơ quan Thực thi Di trú và Hải quan Hoa Kỳ để trục xuất về Đức. Vào ngày 5 tháng 10 năm 2022, Sorokin được tại ngoại với số tiền bảo lãnh 10.000 USD và chuyển về quản thúc tại gia.
Câu chuyện của Sorokin được biết đến rộng rãi khi Williams viết một bài báo dài trên Vanity Fair kể về những trải nghiệm của cô với Sorokin vào năm 2018. Williams đã khai thác thêm câu chuyện này trong cuốn sách My Friend Anna xuất bản năm 2019. Cùng năm đó, nhà báo Jessica Pressler viết một bài báo trên tạp chí New York kể về cuộc sống như một socialite của Sorokin; Netflix đã mua bản quyền câu chuyện của Sorokin với giá 320.000 USD và phát triển nó thành loạt phim ngắn Inventing Anna (Anna: Tiểu thư dựng chuyện) ra mắt năm 2022. Cuộc đời của Sorokin còn trở thành chủ đề của nhiều chương trình truyền hình, phỏng vấn, podcast và các vở kịch sân khấu khác.

## Đầu đời

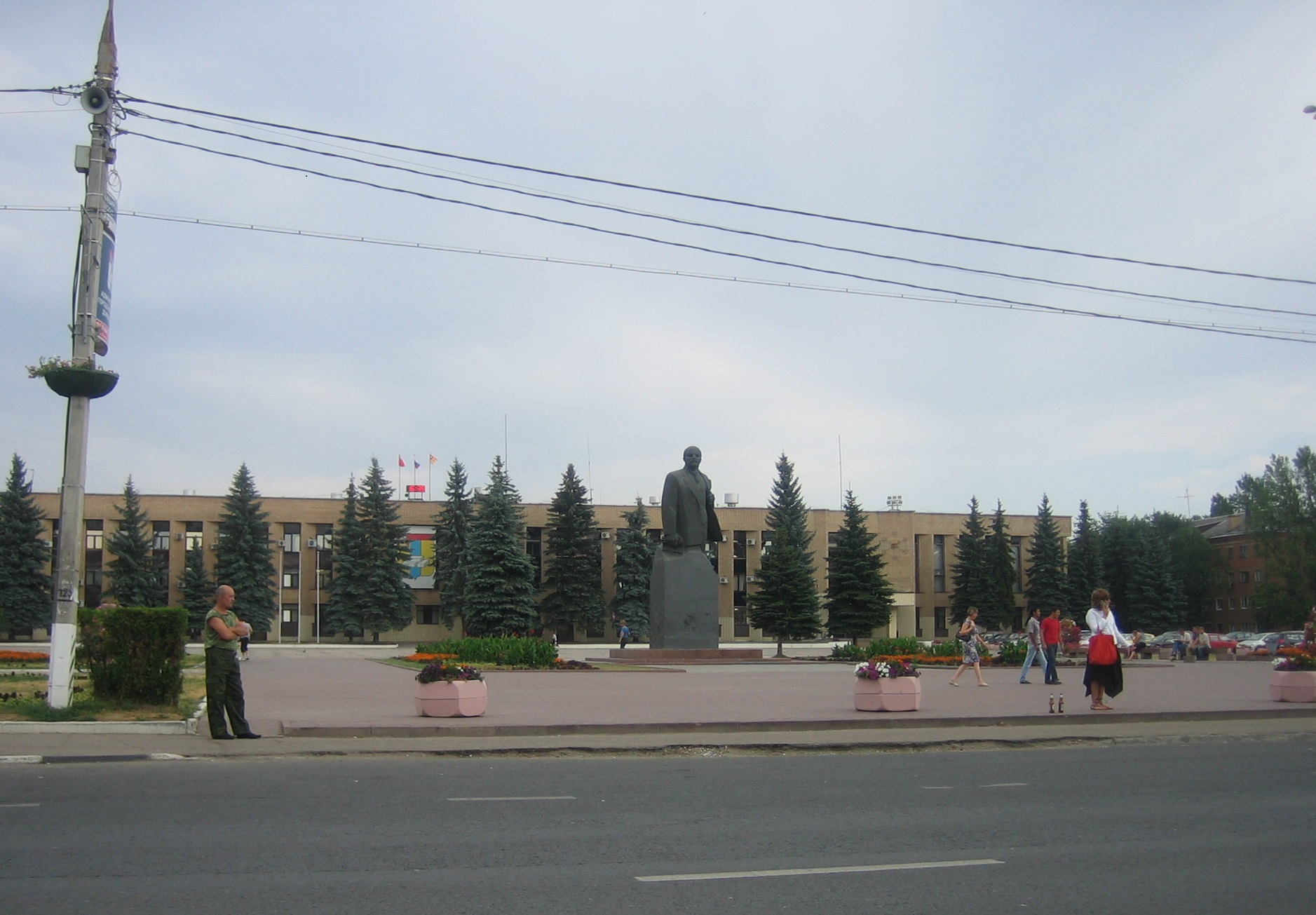
Domodedovo, nơi Sorokin chào đời và sinh sống cho đến năm 16 tuổi.

Anna Sorokin sinh ngày 23 tháng 1 năm 1991 ở Domodedovo, một thị trấn vệ tinh dành cho tầng lớp lao động ở phía đông nam Moskva. Cô là con cả trong một gia đình có hai người con. Cha cô là Vadim Sorokin, một tài xế xe tải, sau đó trở thành giám đốc điều hành tại một công ty vận tải cho đến khi công ty vỡ nợ vào năm 2013. Về sau, ông mở một doanh nghiệp HVAC chuyên về sử dụng năng lượng hiệu quả. Mẹ cô từng sở hữu cửa hàng tiện lợi nhỏ trước khi trở thành nội trợ. Gia đình cô đã chuyển đến Đức vào năm 2007 khi Sorokin 16 tuổi. Cô theo học trung học tại một ngôi trường ở Eschweiler và được các bạn cùng lớp mô tả là cô gái trầm tính gặp khó khăn với tiếng Đức. Khi còn là một thiếu nữ, Sorokin thường xuyên theo dõi tạp chí Vogue, các blog thời trang và tài khoản hình ảnh trên LiveJournal cùng Flickr.
Năm 2011, Sorokin tốt nghiệp trung học và chuyển đến Luân Đôn để học đại học tại Central Saint Martins, tuy nhiên cô đã quyết định thôi học và quay trở lại Đức. Sau đó cô làm thực tập sinh tại một công ty quan hệ công chúng, trước khi sang Paris để thực tập cho tạp chí thời trang Purple, lương khoảng 400 euro mỗi tháng. Cha mẹ Sorokin đã trợ cấp tiền thuê nhà dù cô ít khi liên lạc với họ. Lúc này, cô bắt đầu tự gọi mình là Anna Delvey – một cái tên mà cô "tự nảy ra trong đầu".

## Thời gian làm người thừa kế giả và các hành vi lừa đảo

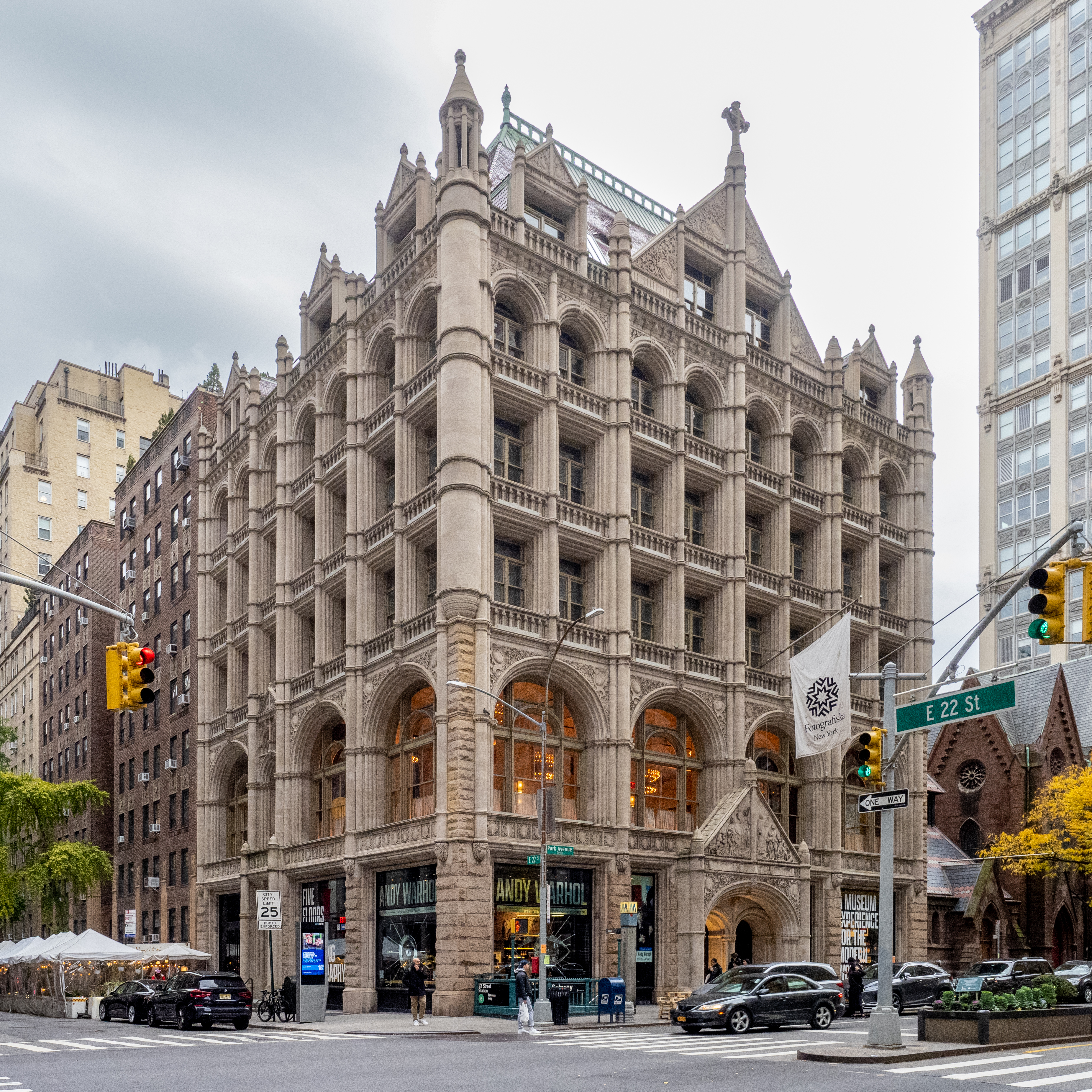
Church Missions House

Vào mùa hè năm 2013, Sorokin chuyển đến Thành phố New York để tham dự Tuần lễ Thời trang New York. Nhận thấy việc kết bạn tại đây dễ dàng hơn ở Paris, cô đã chuyển nơi làm việc sang chi nhánh của Purple ở New York trong một thời gian ngắn. Sau khi nghỉ việc tại Purple, cô phát minh ra ý tưởng về một câu lạc bộ tư nhân và quỹ nghệ thuật mang tên "Anna Delvey Foundation" và đề xuất ý tưởng này với những người thuộc tầng lớp thượng lưu, trong đó có Aby Rosen và Roo Rogers. Cô còn nhận được sự trợ giúp từ con trai của kiến trúc sư Santiago Calatrava. Đề xuất của cô bao gồm việc thuê Church Missions House, thuộc sở hữu của RFR Holdings thuộc Aby Rosen, như một địa điểm tổ chức sự kiện đa năng và studio nghệ thuật. Cô cũng lập kế hoạch mở một trung tâm nghệ thuật thị giác và các cửa hàng pop-up do nghệ sĩ Daniel Arsham phụ trách, cùng với triển lãm của Urs Fischer, Damien Hirst, Jeff Koons và Tracey Emin. Tuy vậy đến tháng 12 năm 2016, vì Sorokin không đủ khả năng để chi trả số tiền thuê tòa nhà, công trình đã được cho Bảo tàng nhiếp ảnh Fotografiska New York thuê.
Theo Elle Dee, người từng chụp ảnh cùng Sorokin tại một bữa tiệc ở khách sạn The Standard, High Line, đồng thời là DJ làm việc lâu năm tại đây, Sorokin đã đóng giả làm nữ thừa kế giàu có và khoe khoang về các thương hiệu quần áo đang mặc trên mình, nhưng lại nhờ những người dự tiệc tìm chỗ ngủ qua đêm. Khi họ từ chối, cô dành cả đêm để ngủ trong xe hơi. Dee đã tham dự nhiều sự kiện do Sorokin tổ chức, cùng với những người mà Anna "hầu như không biết [...] như thể đây có lẽ là lần thứ hai họ gặp nhau, giống như chúng tôi. Mọi người chỉ ngồi xung quanh, lặng lẽ nhìn chằm chằm vào điện thoại của riêng họ". Dee miêu tả Sorokin là "kiêu căng và thô lỗ – đặc biệt đối với những người làm trong ngành dịch vụ". Dee cũng mô tả cách Sorokin dựa vào cô và những người quen khác để thanh toán chi phí bằng việc nói rằng đã quên ví hoặc viện cớ đây là một trường hợp khẩn cấp và thẻ tín dụng của cô không hoạt động. Những khoản phí này, dao động từ đồ uống tại quán bar cho đến việc lưu trú tại khách sạn và các chuyến bay, có tổng trị giá hàng chục nghìn USD.
Năm 2015, Sorokin gặp Michael Xufu Huang (Hoàng Húc Phu), khi đó đang là sinh viên Đại học Pennsylvania với kế hoạch mở bảo tàng nghệ thuật tư nhân, tại một bữa tiệc tối. Biết rằng anh có kế hoạch đến triển lãm Venice Biennale, Sorokin đã nhờ đặt phòng hộ và được Huang đồng ý với lời hứa sẽ trả tiền sau. Khi trở về New York, cô dường như "quên mất" việc thanh toán số tiền trên. Ban đầu anh cho rằng Sorokin chỉ đơn giản là đãng trí. Trong năm này, Sorokin cũng tham dự hội chợ nghệ thuật Art Basel ở Miami Beach. Cô đã thuê một công ty quan hệ công chúng để đặt tiệc sinh nhật cho mình tại nhà hàng Sadelle's vào tháng 1 năm 2016. Sau khi hình ảnh của Huang tại sự kiện được đăng tải lên mạng xã hội, Huang đã được nhân viên nhà hàng hỏi cách liên hệ với Sorokin, nói rằng cô đưa cho nhà hàng một số điện thoại cùng thẻ tín dụng giả và bữa tối vẫn chưa được thanh toán. Lúc này, Huang bắt đầu nghi ngờ Sorokin; anh cũng nhận thấy rằng cô luôn thanh toán bằng tiền mặt và sống trong khách sạn chứ không phải một căn hộ riêng. Huang đưa ra giả thuyết rằng Sorokin có thể là một kẻ lừa đảo và sau đó ép cô trả tiền. Số tiền đặt phòng đã được hoàn trả lại nhưng từ tài khoản Venmo dưới một cái tên xa lạ. Huang sớm chặn Sorokin khỏi các tài khoản mạng xã hội của mình và kết thúc mối quan hệ bạn bè này.
Vào tháng 2 năm 2016, khi đang sinh sống trong một phòng khách sạn ở The Standard, High Line, Sorokin đã gặp Rachel DeLoache Williams – khi đó đang là biên tập viên ảnh của Vanity Fair – tại một hộp đêm. Williams mô tả Sorokin là người "khắt khe và thô lỗ với nhân viên phục vụ" và tiết lộ rằng "khi thang máy mở, cô ấy sẽ không đợi người khác đi ra trước". Tuy nhiên, Williams sau này đã trở thành bạn thân của Sorokin và cũng là người trợ giúp trong việc bắt giữ cô.
Không thành công trong việc thuyết phục các nhà đầu tư về ý tưởng thành lập quỹ của mình, Sorokin đã sử dụng Microsoft Word để tạo ra nhiều bản sao kê ngân hàng giả nhằm mục đích chứng minh quyền tiếp cận quỹ tín thác khoảng 60 triệu euro được lưu giữ trong một tài khoản ngân hàng Thụy Sĩ. Một trong những người quen của Sorokin đã giúp cô liên hệ với luật sư của công ty Gibson Dunn; người này sau đó giúp cô liên hệ với một số tổ chức tài chính lớn, bao gồm City National Bank và Tập đoàn Đầu tư Fortress. Tháng 11 năm 2016, cô làm đơn xin vay 22 triệu USD từ ngân hàng City National, tuy nhiên đơn xin này đã bị từ chối. Cô tiếp tục nộp đơn xin vay cho Fortress. Công ty này đã đồng ý xem xét đơn nếu Sorokin trả 100.000 USD nhằm thanh toán các chi phí thẩm định hồ sơ.
Để có được số tiền trên, Sorokin quay trở lại City National Bank và thuyết phục một nhân viên cấp cho cô khoản tiền thấu chi với lời hứa rằng số tiền đó sẽ được hoàn trả nhanh chóng. Sorokin đã cung cấp địa chỉ email AOL giả mạo của "Peter Hennecke", một giám đốc kinh doanh không tồn tại; khi bị nghi ngờ, cô tuyên bố rằng người này đã chết và tạo ra một tài khoản mới tên "Bettina Wagner". Các công tố viên trong phiên tòa xét xử đã chứng minh việc cô sử dụng công cụ Google Tìm kiếm để tra cách "tạo email giả mạo không bị phát hiện". Một giám đốc điều hành tại Fortress đã nghi ngờ về đơn xin vay của Sorokin do có sự mâu thuẫn trong thông tin giấy tờ – chẳng hạn như cô tự tuyên bố mình là một người thừa kế người Đức, nhưng hộ chiếu lại cho thấy cô sinh ra ở Nga. Khi giám đốc này muốn cùng cô đến Thụy Sĩ để xác minh tài khoản, Sorokin đã rút đơn xin vay của mình giữa chừng. Khoản tiền thấu chi lên tới 55.000 USD được trả lại cho Sorokin. Phần lớn số tiền này cô đã dùng để chi vào việc mua quần áo sang trọng và ở khách sạn.
Sorokin đã ghi tên trọ tại khách sạn 11 Howard ở SoHo vào ngày 18 tháng 2 năm 2017 và nhanh chóng được những nhân viên trong khách sạn biết đến như một khách hàng hào phóng tiền boa, hay boa tiền trị giá hàng trăm USD cho những công việc đơn giản. Tuy nhiên, hầu hết họ đều thấy Sorokin là người phiền phức với cách nói chuyện bất lịch sự và mang tính phân biệt giai cấp. Tại đây Sorokin thường dùng bữa tại Le Coucou, nhà hàng của khách sạn, kết bạn với đầu bếp Daniel Rose và thuê dịch vụ ăn uống tại phòng. Cô còn cho nhân viên lễ tân trong khách sạn cùng đi trải nghiệm dịch vụ massage chân, làm móng và các buổi học với huấn luyện viên cá nhân nổi tiếng Kacy Duke. Sau khi ban quản lý phát hiện ra Sorokin không có thẻ tín dụng trong hồ sơ, họ đã yêu cầu cô phải thanh toán hóa đơn 30.000 USD. Sorokin đặt một chai sâm panh Dom Pérignon 1975 đến bàn hướng dẫn khách nhằm lôi kéo các nhân viên về phía mình; tuy nhiên, chính sách của khách sạn đã ngăn cản việc nhận quà. Đến tháng 3 năm 2017, khoản tiền thấu chi 55.000 USD của cô bị sử dụng hết do lối chi tiêu xa hoa. Cô sau đó đã đề nghị đưa bạn bè đi uống nước và ăn tối nhưng đến lúc thanh toán hóa đơn thì biện minh rằng mình quên thẻ tín dụng hoặc thẻ tín dụng không hoạt động. Cùng thời điểm này, Sorokin cũng thường xuyên tham dự các bữa tiệc tối, gặp gỡ Macaulay Culkin và Martin Shkreli.
Tháng 4 năm 2017, Sorokin đã gửi những phiếu séc gian lận trị giá 160.000 USD vào tài khoản Citibank và rút ra 70.000 USD tiền mặt. Sau đó, cô dùng một phần số tiền trên để thanh toán hóa đơn chưa trả tại 11 Howard. Sang tháng tiếp theo, cô thuê thành công một máy bay riêng của công ty hàng không Blade đến Omaha, Nebraska để tham dự hội nghị đầu tư thường niên của tập đoàn Berkshire Hathaway mà không phải trả trước khoản phí 35.390 USD. Sorokin đã gửi cho Blade một phiếu xác nhận chuyển khoản giả mạo từ Deutsche Bank, thuyết phục công ty gia hạn tín dụng với niềm tin rằng cô là một người thừa kế người Đức và cũng vì cô từng gặp Giám đốc điều hành công ty Rob Wiesenthal tại một bữa tiệc. Wiesenthal đã trình báo cô với cảnh sát vào tháng 8 năm 2017 sau nhiều lần số tiền trên không được thanh toán. Sorokin sau đó cũng khai rằng trong chuyến đi, cô có lẻn vào bữa tiệc riêng tại Sở thú và Thủy cung Henry Doorly và gặp gỡ Bill Gates. Vì Sorokin vẫn từ chối cung cấp thẻ tín dụng cho khách sạn 11 Howard, trong khi đang ở Omaha, mã vào phòng khách sạn của cô đã bị thay đổi và đồ đạc bị cất vào kho. Đáp trả lại điều này, cô sử dụng một chiến thuật học được từ Martin Shkreli, mua các tên miền dưới tên của những người quản lý khách sạn và gửi email cho họ yêu cầu một khoản tiền chuộc là 1 triệu USD mỗi người. Với sự giúp đỡ của Rachel DeLoache Williams, sau ba tháng sống tại 11 Howard, Sorokin đã chuyển đồ đạc của mình đến khách sạn The Mercer. Sorokin cũng ở lại hai đêm tại The Bowery và gửi cho khách sạn này một biên lai chuyển khoản giả của Deutsche Bank.

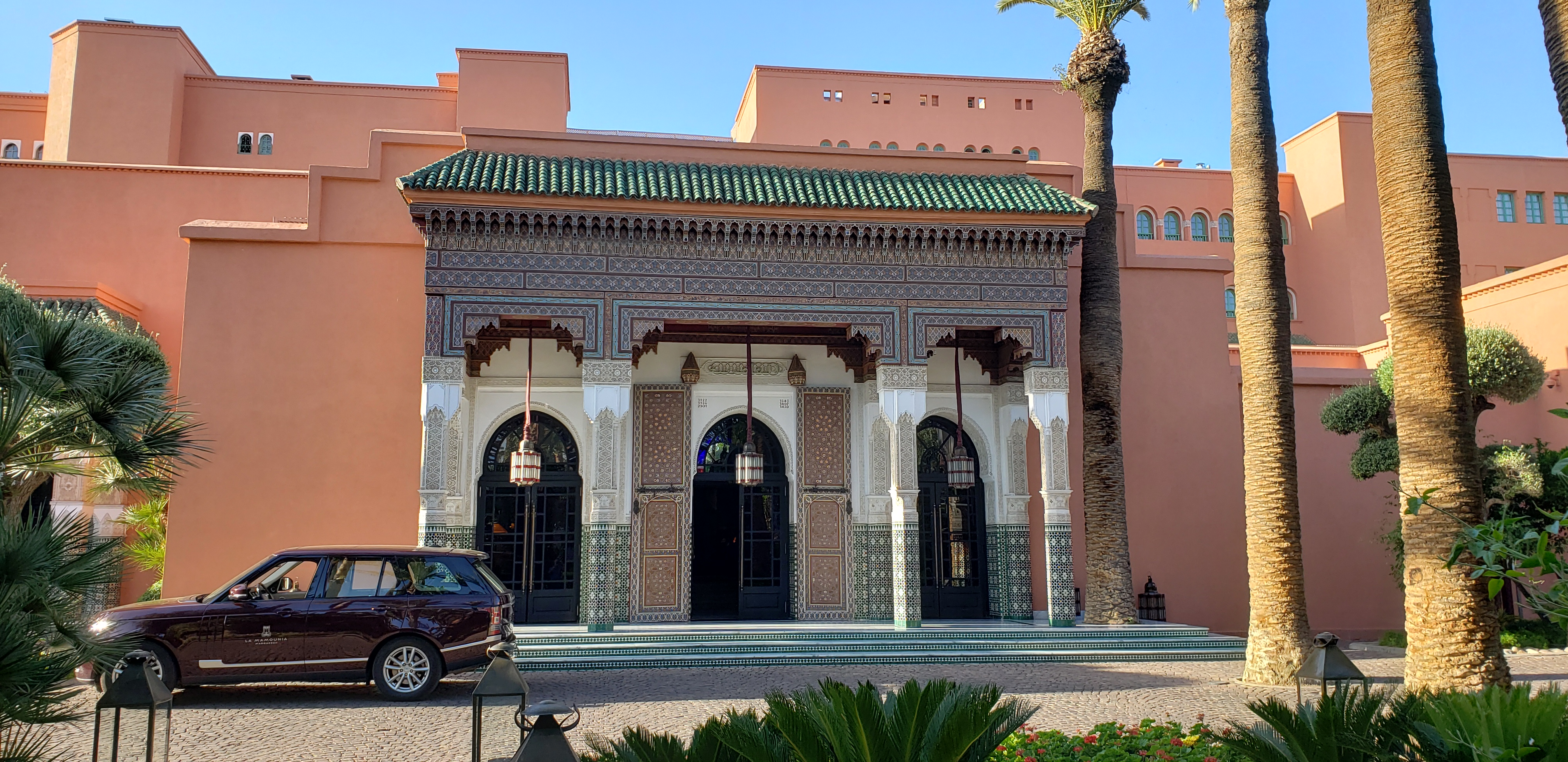
La Mamounia

Vào tháng 5 năm 2017, Sorokin đã mời Rachel Williams, Kacy Duke và người quay phim riêng của cô, vào một chuyến du lịch mà cô nói là "bao trọn chi phí" đến Marrakech, Maroc, với lý do cần "thiết lập lại" Hệ thống Điện tử Ủy quyền Du lịch (ESTA) của mình. Sorokin đặt vé 7.000 USD một đêm với ba phòng ngủ, hồ bơi và quản gia riêng tại La Mamounia, một khách sạn sang trọng 5 sao ở Marrakech, với kế hoạch làm phim tài liệu "hậu trường" về quá trình thành lập quỹ. Vài ngày sau khi đến La Mamounia, nhân viên khách sạn cho biết họ không thể tính phí thẻ tín dụng của Sorokin và yêu cầu hình thức thanh toán thay thế. Sorokin đã đổ lỗi cho nhân viên vì nhập sai số hay hệ thống bị trục trặc. Việc không có thẻ tín dụng trong hồ sơ đã dẫn đến việc một nhân viên khách sạn bị sa thải. Sorokin cuối cùng thuyết phục một trong những người bạn đồng hành của cô, Rachel DeLoache Williams, trả hộ hóa đơn 62.000 USD cho kỳ nghỉ của họ, số tiền còn lớn hơn cả một năm lương của Williams, với lời hứa sẽ hoàn trả lại số tiền này qua hình thức chuyển khoản. Williams cũng thanh toán cho các chi phí khác trong chuyến đi, bao gồm cả những món đồ mà Sorokin mua và chuyến thăm Vườn Majorelle.

Bất chấp lời hứa hẹn và nói dối lặp đi lặp lại từ Sorokin, Williams chỉ được hoàn trả 5.000 USD và phải vay tiền từ bạn bè để trả tiền thuê nhà vì cô chỉ còn 410 USD trong tài khoản vào thời điểm đó. Sau khi liên lạc với những người quen cũng cho Sorokin vay tiền và không được trả lại, nghe những câu chuyện khác nhau về sự giàu có được cho là của cha mẹ cô, Williams đã nhận ra rằng Sorokin là một kẻ lừa đảo. Ở Maroc, Sorokin cũng trú tại Kasbah Tamadot, một khách sạn sang trọng của Virgin Limited Edition và Four Seasons Hotels and Resorts ở Casablanca, trong đó yêu cầu huấn luyện viên cá nhân của mình, người đã trở về New York do bị ngộ độc thực phẩm, thanh toán tiền phòng. Khi huấn luyện viên cũng đề nghị trả tiền cho chuyến bay trở lại New York của Sorokin, cô đã yêu cầu được đi khoang hạng nhất, uống rượu vang hảo hạng và những loại sâm panh đắt tiền nhất rồi đáp trực thăng đến sân bay tại Casablanca.

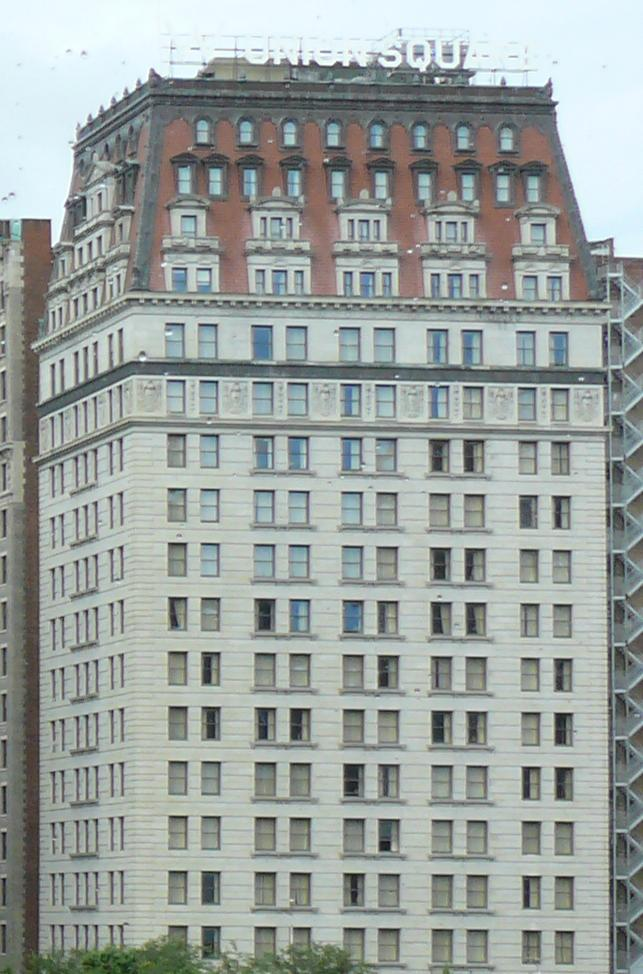
Khách sạn W New York Union Square đã buộc tội Sorokin vì hành vi trộm cắp dịch vụ

Khi trở lại New York vào cuối tháng 5, Sorokin tiếp tục chuyển đến khách sạn Beekman và lặp lại việc thuê phòng mà không đưa thẻ tín dụng. Khoảng ba tuần sau, khi tích lũy được một hóa đơn trị giá 11.518 USD và không trả được mặc dù đã nhiều lần hứa hẹn, cô bị đuổi ra khỏi phòng. Sau đó, cô ở tại khách sạn W New York Union Square và thực hiện một vụ lừa đảo tương tự. Tuy nhiên, cô nhanh chóng bị đuổi đi chỉ sau hai ngày. Hai khách sạn này sau đó đã buộc tội Sorokin về tội trộm cắp dịch vụ. Đến ngày 5 tháng 7, Sorokin trở thành người vô gia cư; sau đó cô đã khóc lóc và gây áp lực lên huấn luyện viên nhằm cung cấp chỗ ở. Cô cũng yêu cầu Williams cho ở trọ nhưng nhanh chóng bị từ chối. Sorokin đã đến "ăn quỵt" tại một nhà hàng ở khách sạn Le Parker Meridien. Khi bị bắt, cô khai với cảnh sát rằng mình có thể nhờ một người bạn thanh toán hóa đơn trong 5 phút. Trong hai ngày 17 và 21 tháng 8 năm 2017, Sorokin bị cáo buộc gửi các phiếu séc không hợp lệ trị giá 15.000 USD vào tài khoản của cô tại Signature Bank và trong vài ngày tiếp theo rút khoảng 8.200 USD tiền mặt trước khi phiếu séc được trả lại. Vào thời điểm này, Sorokin cũng đang bị điều tra độc lập bởi Văn phòng Biện lý Quận Manhattan về các trường hợp gian lận ngân hàng.

## Cáo trạng và bắt giữ
Một đại bồi thẩm đoàn đã được triệu tập vào tháng 8 năm 2017 để xem xét các cáo buộc chống lại Sorokin. Cô bị truy tố sau đó về hai tội danh ăn cắp cấp độ một, ba tội danh ăn cắp cấp độ hai, một tội danh ăn cắp cấp độ ba và trộm cắp dịch vụ. Trong đó, tội danh nghiêm trọng nhất liên quan đến đơn xin vay gian lận được gửi cho City National Bank và Tập đoàn Đầu tư Fortress, cùng các khoản phí lặt vặt khác liên quan đến những trường hợp gian lận séc và chuyến đi du lịch ở Maroc. Tội danh trộm cắp dịch vụ cũng liên quan đến việc Sorokin không thanh toán các hóa đơn nhà hàng và khách sạn.
Sorokin đã bị bắt vào ngày 3 tháng 10 năm 2017 bởi Michael McCaffrey, một cảnh sát của Sở Cảnh sát Thành phố New York (NYPD) làm việc với Văn phòng Biện lý quận Manhattan, lên kế hoạch từ trước. Thời điểm đó, cô đang trú tại Passages Malibu, một cơ sở cai nghiện ở Quận Los Angeles, California. Sĩ quan McCaffrey đã nhờ Rachel Williams sắp xếp bữa ăn trưa tại một nhà hàng gần cơ sở nhằm dụ cô rời khỏi nơi ở và sau đó bị các sĩ quan từ Sở Cảnh sát thành phố Los Angeles bắt giữ vào cùng ngày. Ngày 26 tháng 10 năm 2017, Biện lý Quận Manhattan Cyrus Vance Jr. đã chính thức công bố bản cáo trạng chống lại Sorokin, đồng thời yêu cầu những nạn nhân của cô chủ động liên hệ với văn phòng để được thông báo nếu bị ảnh hưởng.

## Xét xử, kết án và tuyên án

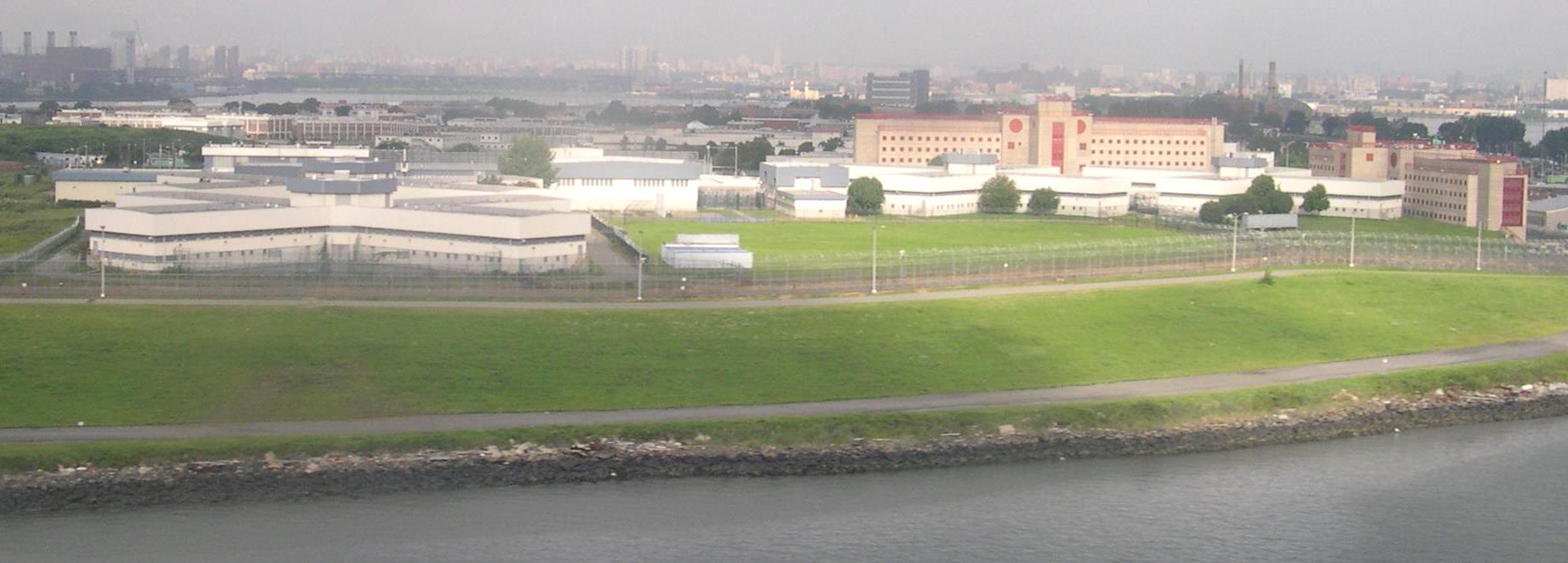
Nhà tù Đảo Rikers, nơi Sorokin bị tạm giam cho đến khi phiên tòa kết thúc.

Vào ngày 18 tháng 12 năm 2018, Sorokin xuất hiện tại Tòa án Hình sự Thành phố New York và từ chối một thỏa thuận nhận tội có thể giảm nhẹ hình phạt xuống ba đến chín năm tù. Ngày xét xử vụ án được Thẩm phán Diane Kiesel ấn định sau đó vào 20 tháng 3 năm 2019. Cho đến khi phiên tòa kết thúc, Sorokin bị giam giữ tại nhà tù Đảo Rikers. Tại đây cô đã có 13 lần vi phạm vì đánh nhau và bất tuân, và bị biệt giam trong dịp Giáng sinh.
Luật sư bào chữa của Sorokin, Todd Spodek, đã mời một nhà tạo mẫu chuyên nghiệp tìm các trang phục phù hợp cho những lần xuất hiện tại tòa án của cô, nhấn mạnh "Anna bắt buộc phải ăn mặc phù hợp tại phiên tòa". Đáp lại, phía công tố viên nói rằng Sorokin "thể hiện sự quan tâm đến trang phục hơn là cảm xúc của những người bị cô làm tổn thương" và dường như "tiêu khiển trước hoàn cảnh của các nạn nhân". Vào ngày thứ sáu của phiên tòa, Sorokin từ chối vào phòng xử án vì cô không muốn xuất hiện trong bộ quần áo do nhà tù cấp hay thường phục. Thẩm phán Kiesel đã ra lệnh buộc Sorokin xuất hiện, tuyên bố "Đây là phiên tòa. Cô ta là bị cáo trong một vụ án hình sự. Tôi xin lỗi nếu trang phục không phù hợp với tiêu chuẩn của cô ta [...] nhưng cô ta phải ở đây". Để bảo vệ thân chủ, Spodek tuyên bố rằng Sorokin đã cố gắng trả hết nợ, thậm chí còn miêu tả cô như một doanh nhân và so sánh với Frank Sinatra, cho rằng cả hai đều tạo ra "cơ hội vàng" ở New York.
Ngày 25 tháng 4 năm 2019, sau hai ngày nghị án, bồi thẩm đoàn đã kết án Sorokin phạm tội ăn cắp độ hai, trộm cắp dịch vụ và một số hành vi cố gắng lừa đảo cấp độ một. Sorokin không bị kết tội với hai tội danh khác: một là tội cố ý ăn cắp độ một (liên quan đến đơn xin vay City National Bank) và hai là tội ăn cắp cấp độ hai (liên quan đến cáo buộc trộm cắp 62.000 USD của Rachel Williams ở Marrakech).
Trong một cuộc phỏng vấn trước khi bị tuyên án, Sorokin tâm sự: "Tôi sẽ nói dối bạn, mọi người và chính bản thân mình nếu tôi nói rằng tôi hối hận về bất cứ điều gì." Vào ngày 9 tháng 5 cùng năm, cô bị tuyên án từ 4 đến 12 năm tù giam tại nhà tù tiểu bang, bị phạt 24.000 USD và yêu cầu bồi thường khoảng 199.000 USD. Số tiền này, cùng khoảng 75.000 USD phí pháp lý liên quan đến phiên tòa, đã được thanh toán từ thỏa thuận trị giá 320.000 USD của Sorokin với Netflix; tòa án cho phép cô giữ 22.000 USD còn lại. Sorokin không bị bắt phải trả 160.000 USD phí pháp lý cho Perkins Coie liên quan đến việc thuê Church Missions House; 65.000 USD phí pháp lý với Gibson Dunn liên quan đến đơn xin vay 22 triệu USD bất thành; và 30.000 USD phí pháp lý cho Lowenstein Sandler. Sau khi phiên tòa kết thúc, cô đã được chuyển đến Cơ sở Cải huấn Bedford Hills trước khi chuyển sang Cơ sở Cải huấn Albion.

### Bị bắt giữ lần hai và quản thúc tại gia
Anna Sorokin đã ra tù vào ngày 11 tháng 2 năm 2021. Sau khi ra tù, Sorokin ghi tên trọ tại khách sạn The NoMad và thuê một nhóm quay phim người Đức để ghi lại các hoạt động của cô. Tháng 3 năm 2021, cô bị Cơ quan Thực thi Di trú và Hải quan Hoa Kỳ (ICE) bắt giữ vì quá hạn visa. Kể từ 2 tháng 4 năm 2021, Sorokin bị giam trong nhà tù quận New Jersey chờ trục xuất về Đức và vẫn bị ICE giam giữ tính đến ngày 28 tháng 9 năm 2021. Tháng 1 năm 2022, cô được xét nghiệm dương tính với COVID-19 trong tù và bị cách ly. Một thẩm phán nhập cư đã phán quyết rằng nếu Sorokin được trả tự do, cô "sẽ có khả năng và khuynh hướng tiếp tục thực hiện các hành vi gian dối và không trung thực".
Vào ngày 5 tháng 10 năm 2022, Sorokin được tại ngoại với số tiền bảo lãnh 10.000 USD và đã ra tù. Kể từ tháng 10 năm 2022, Sorokin bị quản thúc tại gia 24 giờ với sự giám sát của thiết bị điện tử và bị cấm truy cập vào mạng xã hội. Nơi cư trú của cô là trong một căn hộ 470 m2 ở East Village, Manhattan. Đầu năm 2024, Sorokin được phép chuyển nơi quản thúc đến nhà của người bạn Kelly Cutrone ở Hudson Valley. Tháng 8 cùng năm, quyền truy cập vào mạng xã hội của cô đã được khôi phục và lệnh quản thúc tại gia được mở rộng đến bán kính 75 dặm tính từ nơi cư trú.

## Truyền thông

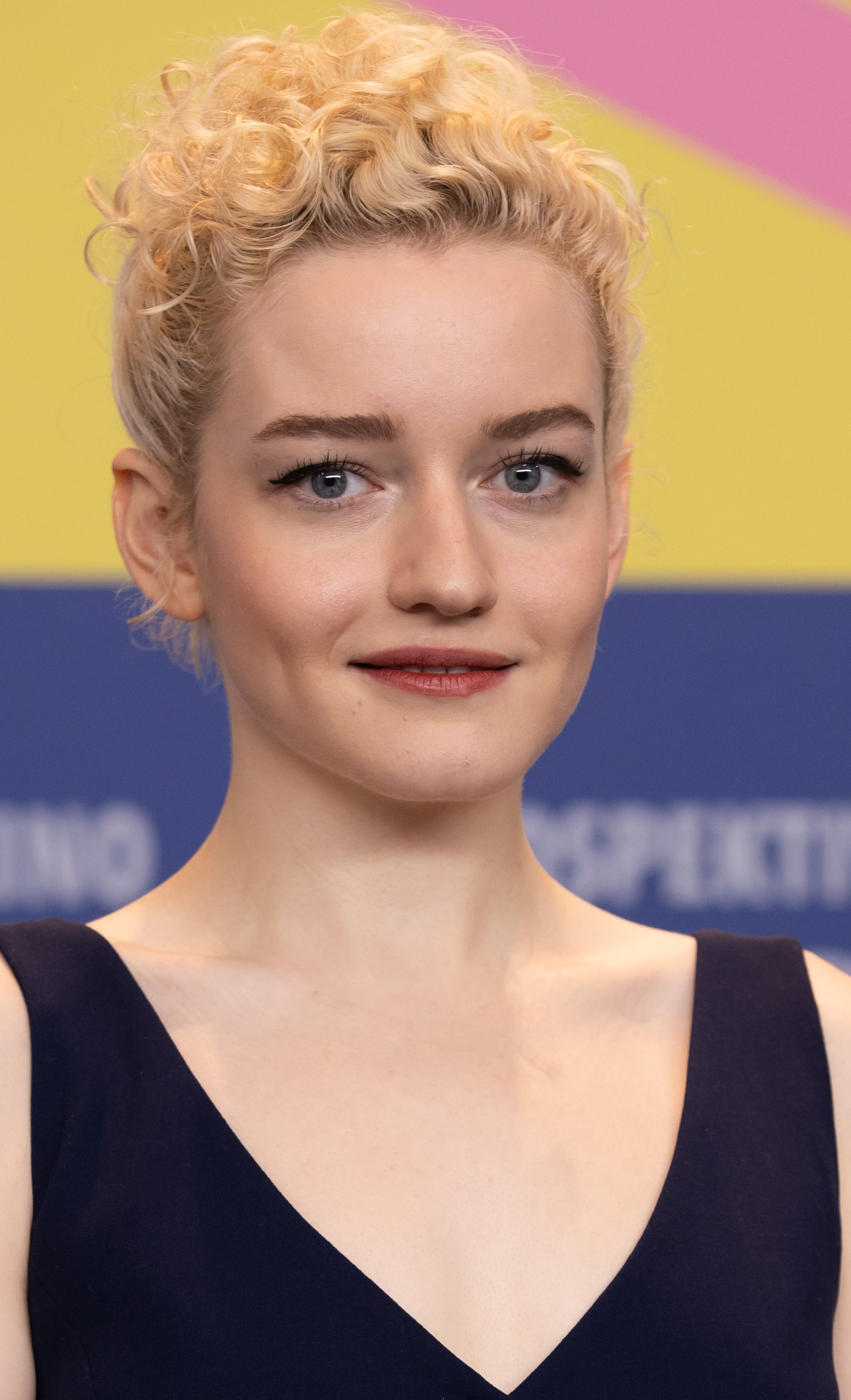
Julia Garner, nữ diễn viên vào vai Sorokin trong loạt phim Anna: Tiểu thư dựng chuyện phát hành trên Netflix vào năm 2022

Viết cho The New York Times, nhà phê bình nổi tiếng Ginia Bellafante đã nói rằng việc truy tố và kết án Sorokin là một ví dụ về sự trừng phạt nghiêm khắc cho tội danh "cổ cồn trắng" ở phụ nữ nhiều hơn nam giới. Bà cũng chỉ trích Biện lý Quận Cyrus Vance Jr. vì có thành kiến với phụ nữ khi kỷ niệm ngày kết án Sorokin trên Twitter, trong khi trước đây cũng đã có nhiều người đàn ông bị cáo buộc với những tội danh nghiêm trọng hơn, bao gồm Dominique Strauss-Kahn và Harvey Weinstein.
Vào năm 2018, tạp chí New York xuất bản một bộ hồ sơ tổng hợp lại thông tin về cuộc sống, các giao dịch kinh doanh và vụ bắt giữ của cô. Netflix và Shonda Rhimes đã mua lại bản quyền hồ sơ và phát triển thành một loạt phim ngắn tập Anna: Tiểu thư dựng chuyện (tiếng Anh: Inventing Anna) với sự tham gia diễn xuất của Julia Garner. Loạt phim phát hành vào tháng 2 năm 2022 và trở thành chương trình được xem nhiều nhất trên nền tảng chỉ trong tuần đầu tiên phát hành. Tuy nhiên, năm 2019, Văn phòng Tổng chưởng lý New York đã kiện Sorokin bằng luật Son of Sam của tiểu bang nhằm cấm những người bị kết án phạm tội trục lợi từ sự nổi tiếng của nó. Kết quả của vụ kiện, Văn phòng Dịch vụ Nạn nhân (OVS) của tiểu bang đã đóng băng khoản tạm ứng 140.000 USD được Netflix trả cho Sorokin, cho phép hai ngân hàng bị cô lừa đảo lấy lại số tiền đã mất. City National Bank yêu cầu 100.000 USD và Citibank là 40.000 USD. Netflix đã đồng ý gửi các khoản thanh toán trong tương lai đến một tài khoản ký quỹ do luật sư của Sorokin, Todd Spodek, quản lý và được giám sát bởi OVS.
Một cuốn sách do Rachel DeLoache Williams chắp bút, mang tên My Friend Anna, đã được xuất bản vào tháng 7 năm 2019 bởi Gallery Books, đi sâu vào các sự kiện mà cô hoặc Sorokin có trực tiếp liên quan đến. HBO từng mua lại bản quyền chuyển thể truyền hình của cuốn sách và sáng tạo một loạt phim dựa trên câu chuyện của Williams, với Lena Dunham làm biên kịch chính. Tuy nhiên sau cùng hãng này đã không thực hiện dự án và bản quyền câu chuyện được trả lại cho Williams. Ngoài ra, cũng có một loạt podcast đăng trên BBC Radio 4 vào tháng 12 năm 2019, tập trung nói về Anna Sorokin với tựa đề Fake Heiress.
Anna X, một vở kịch sân khấu của Joseph Charlton đóng cùng Emma Corrin và Nabhaan Rizwan, lấy cảm hứng từ câu chuyện của Sorokin, đã tổ chức biểu diễn tại Nhà hát Harold Pinter ở Luân Đôn và The Lowry ở Salford vào năm 2021. Cô cũng là chủ đề trong một tập của chương trình American Greed đài CNBC; một tập của Generation Hustle trên HBO Max; một tập của loạt tin tức truyền hình 20/20 vào tháng 10 năm 2021, được phỏng vấn bởi Deborah Roberts khi đang bị ICE giam giữ; và một tập của chương trình 60 Minutes do Liam Bartlett phỏng vấn. Năm 2022, Sorokin đã ký hợp đồng với Bunim/Murray Productions để đóng vai chính trong một chương trình truyền hình thực tế về cuộc sống của cô sau khi ngồi tù. Sorokin cũng cho biết bản thân đang viết sách về quãng thời gian làm người thừa kế giả và một podcast, chia sẻ với các phóng viên rằng cô đang lên kế hoạch cho hai cuốn hồi ký: một cuốn về khoảng thời gian ở New York và một cuốn về khoảng thời gian ở Rikers. Khoảng cuối tháng 5 năm 2022, cô đã xuất hiện trong một tập podcast This is Paris của Paris Hilton cùng em gái Paris là Nicky Rothschild và cả ba trò chuyện với nhau thông qua FaceTime.

## Hoạt động sau tù

### Triển lãm nghệ thuật

#### "Free Anna Delvey"
Tin đồn về chương trình nghệ thuật có tên "Free Anna Delvey" lần đầu tiên được tiết lộ bởi Noah Becker, tổng biên tập tạp chí nghệ thuật Whitehot, trong một phòng trò chuyện của dịch vụ mạng xã hội Clubhouse. Từ ngày 17 tháng 3 đến ngày 24 tháng 3 năm 2022, trong khi Sorokin vẫn còn bị giam giữ, cô đã tham gia vào chương trình nghệ thuật này với năm bức vẽ của mình. Chương trình cũng kết hợp các tác phẩm nghệ thuật của 33 nghệ sĩ lấy cảm hứng từ Sorokin, bao gồm cả Becker. Một phần tư số doanh thu kiếm được từ cuộc triển lãm sẽ được gửi cho Sorokin để thanh toán các khoản phí pháp lý của cô. Chương trình nghệ thuật do Alfredo Martinez và Julia Morrison đồng phụ trách; Martinez trước đó từng phải vào tù vì tội giả mạo các bức tranh của Jean-Michel Basquiat.
Chương trình nghệ thuật được tổ chức tại Lower East Side ở Manhattan. Sorokin đã giao tiếp với mọi người trong chương trình thông qua điện thoại của Martinez. Trả lời phỏng vấn với báo Business Insider, Sorokin cho biết cô "Rất hạnh phúc và biết ơn với sự hỗ trợ cơ bản mà tôi đã nhận được từ cả các nghệ sĩ trẻ lẫn giới nghệ thuật nói chung. Hy vọng tôi sẽ xuất hiện trực tiếp trong lần tiếp theo". Mỗi tác phẩm của Sorokin trong chương trình được niêm yết với giá 10.000 USD. Một trong số những tác phẩm của Sorokin có tên Send Bitcoin, cho thấy hình ảnh Sorokin đang mặc một chiếc váy màu đỏ trong khi làm việc trên máy tính và quay lưng lại với người xem. Những tác phẩm khác bao gồm Anna on ICE và ICE cũng đề cập đến Cơ quan Thực thi Di trú và Hải quan Hoa Kỳ. UltraNYC đã gọi các tác phẩm trong chương trình là "những bức vẽ nguệch ngoạc" và là "một phần trong mưu đồ của Sorokin nhằm kiếm lợi từ sự nổi tiếng mới nổi...". Grunge nói rằng chương trình "khắc hoạ [Sorokin] một cách thiện cảm, nếu không muốn nói là tích cực, nhẹ nhàng".

#### "Allegedly"
Vào đầu tháng 4 năm 2022, Chris Martine thuộc câu lạc bộ nghệ thuật Founders Art Club, cũng là người đại diện Sorokin cho các tác phẩm nghệ thuật của cô, đã thông báo về một chương trình nghệ thuật được tổ chức sắp tới có tên "Allegedly". Ngày 19 tháng 5 năm 2022, khi Sorokin vẫn đang bị giam giữ, "Allegedly" được tổ chức trong một hộp đêm trên tầng hai của Khách sạn Public ở Manhattan. Chương trình mở đầu bằng bài hát "Flashing Lights" của rapper Kanye West và theo sau đó là drag queen Yuhua Hamasaki giúp khuấy động đám đông. Các người mẫu sẽ lần lượt bước qua sân khấu, cầm những bức vẽ của Sorokin trong khung mạ vàng và đeo găng tay trắng, kính râm Versace cùng tất đen che đầu và mặt. Sorokin phát biểu trước đám đông qua một đoạn thu âm được ghi sẵn, nói rằng buổi biểu diễn là "câu chuyện của tôi từ góc nhìn của tôi". E.J. Dickinson của ARTNews sau buổi tổ chức chương trình đã nhận định rằng: "Trò lừa đảo lớn nhất của Anna Delvey có lẽ là chương trình nghệ thuật của cô ấy".
Số tiền thu được từ các bức vẽ, có giá 10.000 USD một bức, được sử dụng cho quỹ pháp lý của Sorokin. Sorokin cũng nói rằng 15% số tiền này sẽ gửi đến các tổ chức từ thiện dành cho trẻ em.

### Non-fungible token
Vào tháng 6 năm 2022, Sorokin thông báo rằng cô đang tung ra một bộ sưu tập các token không thể thay thế. Sorokin đã tạo ra 10 token mà cô nói chúng sẽ cung cấp cho người nắm giữ "quyền truy cập độc quyền" vào cô, bao gồm đặc quyền gọi điện thoại một đối một với Sorokin. Trong số các token này cũng có ba token "siêu bạch kim" mà người sở hữu nó sẽ có cơ hội được gặp mặt trực tiếp và nhận được một gói "vật phẩm cá nhân" từ Sorokin.

### Dancing with the Stars
Vào tháng 9 năm 2024, Sorokin đã tham gia mùa 33 của chương trình khiêu vũ Dancing with the Stars, ghi danh dưới tên "Anna Delvey". Cô ghép cặp với vũ công chuyên nghiệp Ezra Sosa và được yêu cầu phải đeo thiết bị theo dõi do ICE bắt buộc xuyên suốt chương trình. Sorokin là một trong hai người nổi tiếng đầu tiên bị loại, cùng với nữ diễn viên Tori Spelling.

### Thời trang
Vào ngày 13 tháng 9 năm 2023, khi đang diễn ra Tuần lễ Thời trang tại New York, Sorokin đã tổ chức một sự kiện trên nóc của căn hộ nơi cô đang bị quản thúc. Cô đã hợp tác cùng Kelly Cutrone, một chuyên viên quan hệ công chúng trong lĩnh vực thời trang. Một năm sau vào tháng 9 năm 2024, Sorokin làm người mẫu cho thương hiệu thời trang SHAO New York trong Tuần lễ thời trang New York và một lần nữa vào tháng 2 năm 2025 cho nhà thiết kế Elena Velez cùng một số thương hiệu khác. Cô phải đeo máy theo dõi mắt cá chân ở tất cả những sự kiện trên.

## Đời tư
Sorokin vẫn duy trì các tài khoản mạng xã hội được cô mô tả "như một sự châm biếm". Thông qua Instagram, cô đã liên lạc được với Julia Fox – người sau này đóng chính trong bộ phim Inventing Anna. Vào tháng 1 năm 2021, Sorokin viết một lá thư cho Donald Trump, trong đó dự đoán ông sẽ trở thành tù nhân tại Đảo Rikers.
Sorokin từng có bạn trai ở New York trong hai năm cho đến khi bạn trai cô chuyển đến sống tại Các Tiểu vương quốc Ả Rập Thống nhất. Mặc dù giữ bí mật về danh tính của bạn trai, Sorokin bật mí rằng bạn trai cô từng xuất hiện tại TED và được đăng trên tờ The New Yorker. Cô sau đó đề nghị đổi danh tính bạn trai với một khoản phí, giá khởi điểm là từ 10.000 USD. Tuy nhiên Rachel Williams đã tiết lộ danh tính người này là Hunter Lee Soik. Vào năm 2019, Sorokin đầu tư vào công nghệ và tiền điện tử. Thời điểm đó, cô có nguyện vọng sẽ điều hành một quỹ đầu tư. Trong thời gian bị giam giữ, Sorokin đã cố gắng giúp đỡ những người cùng hoàn cảnh nhưng không nói được tiếng Anh hoặc không đủ tiền thuê luật sư để di trú.